# Condado de Allegany (Maryland)
El condado de Allegany es un condado ubicado en la parte oeste del estado de Maryland de Estados Unidos. En 2000, su población era de 74.930 habitantes. La capital del condado es Cumberland. El nombre Allegany proviene de la palabra nativa, oolikhanna, que significa "hermoso río." Otros estados poseen también condados con nombres del mismo origen, sin embargo su ortografía varía: Allegany en Maryland y Nueva York, Allegheny en Pensilvania, Alleghany en Virginia y Carolina del Norte.

## Historia
La parte oeste de Maryland (incluido el actual condado de Allegany) formaba parte del condado de Prince George en 1696. Este condado incluía seis condados actuales.
El condado de Allegany se formó en 1789 al dividirse el condado de Washington (producto de la división del condado de Frederick, que a su vez era una división del antiguo condado de Prince George). Posteriormente fue dividido para formar el condado de Garrett.

## Demografía
Según el censo de 2000, el condado cuenta con 74.930 habitantes, 29.322 hogares y 18.883 familias residentes. La densidad de población es de 68 hab/km² (176 hab/mi²). Hay 32.984 unidades habitacionales con una densidad promedio de 30 u.a./km² (78 u.a./mi²). La composición racial de la población del condado es 93,02% blanca, 5,35% negra o afrodescendiente, 0,15% nativa americana, 0,52% asiática, 0,03% de las islas del Pacífico, 0,19% de otros orígenes y 0,75% de dos o más razas. El 0,76% de la población es de origen hispano o latino cualquiera sea su raza de origen.
De los 29.322 hogares, en el 26,50% viven menores de edad, 50,60% están formados por parejas casadas que viven juntas, 10,30% son llevados por una mujer sin esposo presente y 35,60% no son familias. El 30,10% de todos los hogares están formados por una sola persona y 15,20% incluyen a una persona de más de 65 años. El promedio de habitantes por hogar es de 2,35 y el tamaño promedio de las familias es de 2,90 personas.
El 20,60% de la población del condado tiene menos de 18 años, el 11,20% tiene entre 18 y 24 años, el 26,80% tiene entre 25 y 44 años, el 23,50% tiene entre 45 y 64 años y el 17,90% tiene más de 65 años de edad. La edad promedio es de 39 años. Por cada 100 mujeres hay 99,20 hombres y por cada 100 mujeres de más de 18 años hay 96,90 hombres.
La renta media de un hogar del condado es de $30.821, y la renta media de una familia es de $39.886. Los hombres ganan en promedio $31.316 contra $21.334 por las mujeres. La renta per cápita en el condado es de $16.780. 14,80% de la población y 9,70% de las familias tienen entradas por debajo del nivel de pobreza. De la población total bajo el nivel de pobreza, el 17,70% son menores de 18 y el 9,50% son mayores de 65 años.

## Localidades

### Ciudades
Cumberland |
Frostburg

### Pueblos
Barton |
Lonaconing |
Luke |
Midland |
Westernport

### Lugares designados por el censo
Cresaptown-Bel Air |
La Vale

### Áreas no incorporadas
Amcelle |
Barrelville |
Bel Air |
Bellegrove |
Bier |
Borden Shaft |
Bowling Green |
Carlos |
Clarysville |
Corriganville |
Cresaptown |
Danville |
Dawson |
Detmold |
Dickens |
Eckhart Mines |
Ellerslie |
Evitts Creek |
Flintstone |
Franklin |
George's Creek |
Klondike |
Little Orleans |
McCoole |
McKenzie |
Mexico |
Midlothian |
Moscow |
Mount Savage |
Narrows Park |
Nikep |
North Branch |
Oldtown |
Pekin |
Pinto |
Pleasant Valley |
Potomac Park |
Rawlings |
Spring Gap |
Town Creek |
Vale Summit |
Woodland |
Zihlman